# 景喜猷
景喜猷（1963年3月—），号师南，别署无惊斋，男，汉族，祖籍贵州安龙，生于吉林长春，中华人民共和国政治人物。现任吉林省文联专职副主席，民进中央委员。第十三、十四届全国政协委员。